# Adolf von Lützow
Il barone Ludwig Adolf Wilhelm von Lützow (Berlino, 18 maggio 1782 – Berlino, 6 dicembre 1834) è stato un ufficiale prussiano, noto per aver comandato uno squadrone di volontari nelle guerre napoleoniche.
Si arruolò nell'esercito prussiano nel 1795 e prese parte, nel 1806, alla battaglia di Auerstädt.
Ricevette una medaglia per il valore dimostrato nell'Assedio di Kolberg e comandò lo squadrone di volontari di Ferdinand von Schill.

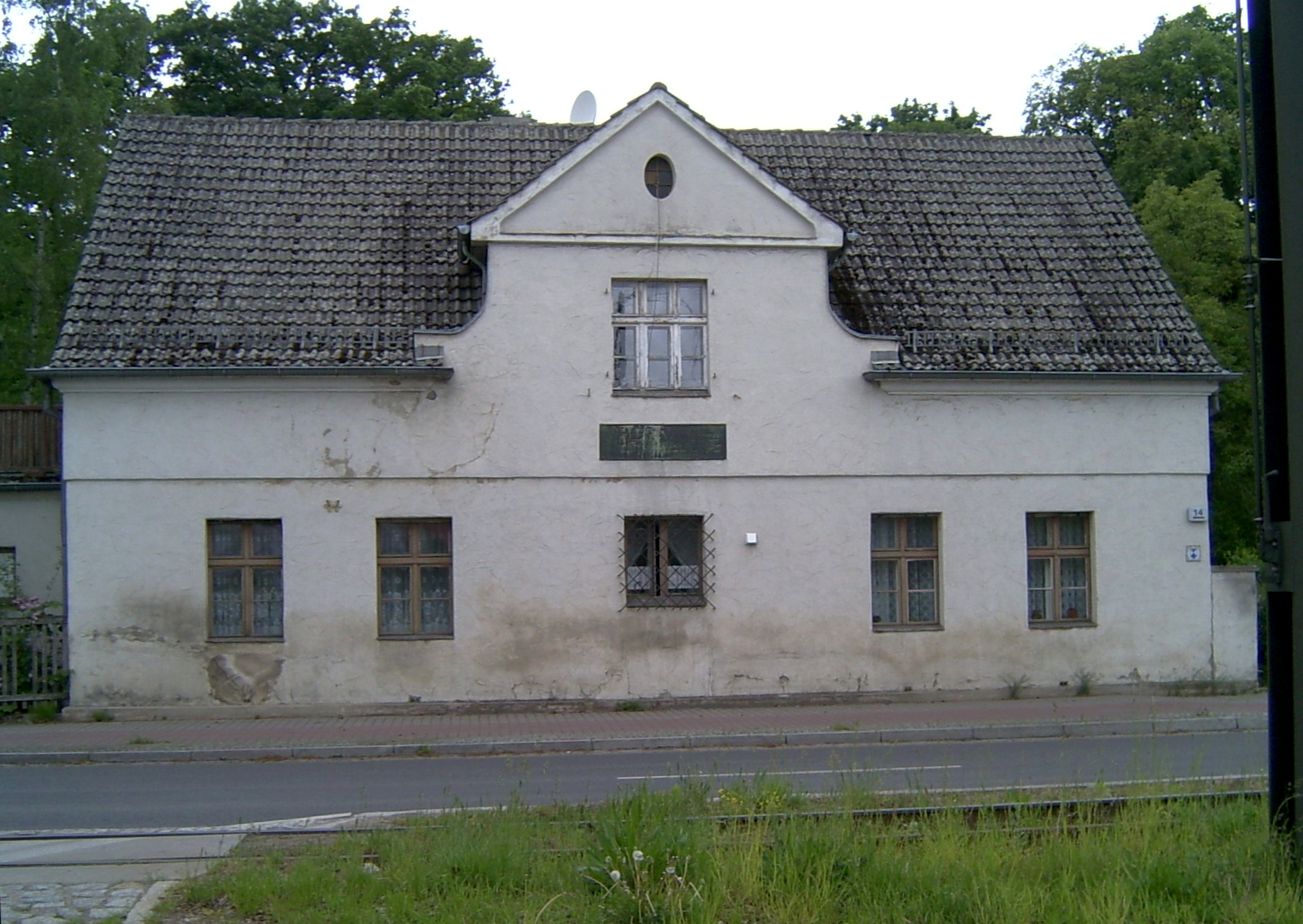
Casa di Lützow (Lützowhaus) a Schöneiche

Si ritirò dall'esercito nel 1808 e si dedicò ai corpi franchi, ma, nel 1813, riprese la sua professione.
Si ritirò definitivamente nel 1830. Sposò Elise d'Ahlefeldt-Laurwig, musa di Carl Leberecht Immermann. Suo pronipote fu il generale tedesco della seconda guerra mondiale Kurt-Jürgen von Lützow.